# Райт (Флорида)
Райт (англ. Wright) — статистически обособленная местность, расположенная в округе Окалуса (штат Флорида, США) с населением в 21 697 человек по статистическим данным переписи 2000 года.

## География
По данным Бюро переписи населения США статистически обособленная местность Райт имеет общую площадь в 14,5 квадратных километров, из которых 14,24 кв. километров занимает земля и 0,26 кв. километров — вода. Площадь водных ресурсов округа составляет 1,79 % от всей его площади.
Статистически обособленная местность Райт расположена на высоте 13 м над уровнем моря.

## Демография
По данным переписи населения 2000 года в Райтe проживало 21 697 человек, 5507 семей, насчитывалось 9134 домашних хозяйств и 10 004 жилых дома. Средняя плотность населения составляла около 1496,34 человек на один квадратный километр. Расовый состав населённого пункта распределился следующим образом: 76,01 % белых, 19,03 % — чёрных или афроамериканцев, 0,59 % — коренных американцев, 3,40 % — азиатов, 0,19 % — выходцев с тихоокеанских островов, 4,24 % — представителей смешанных рас, 1,53 % — других народностей. Испаноговорящие составили 5,24 % от всех жителей статистически обособленной местности.
Из 9134 домашних хозяйств в 29,0 % воспитывали детей в возрасте до 18 лет, 42,9 % представляли собой совместно проживающие супружеские пары, в 12,7 % семей женщины проживали без мужей, 39,7 % не имели семей. 29,1 % от общего числа семей на момент переписи жили самостоятельно, при этом 7,0 % составили одинокие пожилые люди в возрасте 65 лет и старше. Средний размер домашнего хозяйства составил 2,31 человек, а средний размер семьи — 2,84 человек.
Население статистически обособленной местности по возрастному диапазону по данным переписи 2000 года распределилось следующим образом: 23,2 % — жители младше 18 лет, 12,4 % — между 18 и 24 годами, 34,1 % — от 25 до 44 лет, 20,1 % — от 45 до 64 лет и 10,2 % — в возрасте 65 лет и старше. Средний возраст жителей составил 34 года. На каждые 100 женщин в Райтe приходилось 101,1 мужчин, при этом на каждые сто женщин 18 лет и старше приходилось 99,1 мужчин также старше 18 лет.
Средний доход на одно домашнее хозяйство статистически обособленной местности составил 36 940 долларов США, а средний доход на одну семью — 43 802 доллара. При этом мужчины имели средний доход в 26 870 долларов США в год против 21 646 долларов среднегодового дохода у женщин. Доход на душу населения статистически обособленной местности составил 36 940 долларов в год. 8,4 % от всего числа семей в населённом пункте и 10,9 % от всей численности населения находилось на момент переписи населения за чертой бедности, при этом 16,2 % из них были моложе 18 лет и 7,3 % — в возрасте 65 лет и старше.